# Martin Mull
Martin Eugene Mull, född 18 augusti 1943 i Chicago, Illinois, död 27 juni 2024 i Los Angeles, Kalifornien, var en amerikansk skådespelare som har medverkat i flera filmer och en egen situationskomedi. Han var även komiker, konstnär och musiker.

## Filmografi
- 1978 – FM
- 1980 – My Bodyguard
- 1981 – Take This Job and Shove It
- 1983 – Se upp, farsan är lös!
- 1985 – Clue - Mordet är fritt
- 1987 – O.C. and Stiggs
- 1989 – Cutting Class
- 1990 – Far Out Man
- 1993 – Välkommen Mrs. Doubtfire
- 1994 – Tvillingarna i trubbel
- 1996 – Klappjakten
- 2006 – Relative Strangers
- 2010 – Killers